# Adolphe Sax
Antoine-Joseph "Adolphe" Sax (født 6. november 1814, død 7. februar 1894) var en belgisk instrumentbygger og klarinettist, som er mest kendt for at have opfundet saxofonen.